# Revista Catalana de Geografia
La Revista Catalana de Geografia és una publicació acadèmica creada el 1978 a iniciativa de la Societat Catalana de Geografia, com a canal de difusió de les seves activitats. La revista és creada i impulsada pel que serà el seu primer director, Josep Maria Puchades i Benito. Amb el temps, després d'una breu desaparició temporal, serà adquirida i editada per l'Institut Cartogràfic de Catalunya, i posteriorment pel que serà el seu successor, l'Institut Cartogràfic i Geològic de Catalunya.

## Primera època (1978-1982)
La revista fou creada per Josep Maria Puchades i Benito, que alhora fou el seu mecenes, finançador i primer director des de la seva creació el 1978 fins a l'any del seu decés, el 1982, en què deixà temporalment de publicar-se. Durant aquesta època la publicació va tenir una periodicitat trimestral. El consell de redacció el formaren els geògrafs Pau Vila, Lluís Solé i Sabarís, Josep Iglésies i Fort, Enric Lluch i Martín, Maria de Bolòs i Capdevila, Lluís Casassas i Carles Carreras i Verdaguer. A partir del núm. 5 (1979) s'hi produïren alguns canvis, ampliant-lo amb la incorporació dels geògrafs Joan Vilà i Valentí, Vicenç M. Rosselló i Verger, Bartomeu Barceló i Pons i Joan Becat. Fins a la mort de Puchades, el 1982, es van publicar divuit números, de grandària i periodicitat molt diversa, i diversos treballs d'història de la població de Ramon Alberch i Fugueras, Antoni Simon i Tarrés i Jaume Dantí i Riu, entre d'altres.

## Segona època (1985-1993)
El 1985 s'inicià una nova etapa, quan aquesta fou adquirida pel Departament de Política Territorial de la Generalitat, que decidí tornar-la a editar, però com a publicació quadrimestral de l'Institut Cartogràfic de Catalunya. Ara abastarà tots els temes relacionats amb la geografia i la cartografia, així com amb la toponímia i les ciències de la terra. El seu director serà Carles Carreras i Verdaguer i el consell de redacció estava format inicialment pels geògrafs Benjamí Sabiron, Enric Camps, Assumpta Lleonart, Jaume Massó, Joan Romeu i Isabel Ticó. El primer número de la segona època aparegué el maig del 1985 i fou una publicació impresa en color. Fins al mes de setembre del 1993, se’n publicaren vint-i-un números. Durant la primera i la segona època, del 1978 al 1993, els ISSNs de la revista foren: ISSN 0210-6000 i e-ISSN 2385-4693. Cal afegir que, gairebé en paral·lel a aquesta nova època de la revista, el desembre de 1984, la Societat Catalana de Geografia, filial de l'Institut d'Estudis Catalans (IEC), presidida aleshores pels geògrafs Lluís Casassas i Salvador Llobet i Reverter, en quedar-se sense revista, decideix, l'any 1984, publicar-ne una de nova, com a canal de difusió de les activitats de la SCG, que es pot considerar com a hereva de la Revista Catalana de Geografia. Es tracta de la revista "Treballs de la Societat Catalana de Geografia". El primer número aparegué el desembre del 1984 i presenta una periodicitat trimestral.

## Tercera època (1994-1996)
L'any 1993 l'ICC decideix donar un tomb al contingut de la revista, que ara augmentarà els articles de cartografia, geodèsia i geologia, que acabaran essent predominants. Arran d'aquest canvi d'orientació, la revista passà a denominar-se Terra. Revista Catalana de Geografia, Cartografia i Ciències de la Terra. El seu director continuà essent Carles Carreras, però el consell de redacció varià considerablement integrant cartògrafs o geòlegs com Ismael Colomina o David Serrat i Congost. Tot i el canvi de nom, es conservà la numeració de la segona època. El primer número de la tercera època fou el 22 (l'abril del 1994) i el darrer, el 28 (el desembre del 1996). En aquesta 3a època, en la qual la revista es publicà fins al 1996, els seus ISSNs també canvien (ISSN 1134-461X i e-ISSN 2385-4707).

## Quarta època (2007-)
El maig de 2007 la Revista Catalana de Geografia (RCG), torna a veure la llum, iniciant la seva 4a època; aquesta vegada, amb suport digital, després d'una mica més de deu anys que el 1996 deixà d'aparèixer. El nou e-ISSN és 1988-2459. En el nou format, la revista publicada per l'Institut Cartogràfic i Geològic de Catalunya adopta el nom de Revista Catalana de Geografia. Revista digital de geografia, cartografia i ciències de la Terra. Els articles són arxivats i a través de diversos codis (títol, autor, tema) poden ser consultats sempre. Des del punt de vista lingüístic, els articles a més de publicar-se preferentment en català, es poden publicar també en castellà, en anglès, en francès, en italià o en portuguès. En la nova publicació digital els lectors poden afegir comentaris als articles o a les informacions que publiquen.